# La Place (groupe)
Pour les articles homonymes, voir La Place (homonymie).
Pour le roman, voir La Place.
La Place est un groupe de rock parisien (1989-1997). Le groupe est composé de Julien Civange (chant/guitare), Louis Haeri (basse), Thierry Alanche (batterie) et Johanna Saint Pierre (claviers).

## Histoire
À ses débuts, le groupe est produit par Idem Productions (dirigé par Jacques-Olivier Broner par ailleurs manager du groupe). À partir de 1995, La Place est produit par le label La Bande Son du groupe Canal+.
En janvier 2005, 4 titres des musiciens de La Place (Lalala, Bald James Dean, Hot Time, No Love) atteignent le satellite de Saturne Titan à bord de la sonde spatiale Huygens, une mission initiée en 1997 et intitulée Music2Titan,. Le CD dure 14 minutes. La musique n'est cependant pas jouée dans l'espace, et le CD n'est pas commercialisé par la suite mais accessible sur le web à l'adresse www.Music2Titan.com. Une des conditions posées par l'Agence spatiale européenne fut que les titres ne pouvaient pas contenir de mots, de paroles.
À partir de 2009, Julien Civange devient conseiller auprès du couple présidentiel Sarkozy-Bruni.

## Concerts en première partie
- David Bowie et Tin Machine - La Cigale (Paris) - 25 juin 1989
- Simple Minds - tournée Française (Zénith de Montpellier, Palais des sports de Lille...) - avril-mai 1995
- Womack and Womack - Festival d'Annecy - Juillet 1989
- Primal Scream - New Morning (Paris) et MJC de Joué les Tours - 1990
- Jean-Louis Aubert -Olympia (Paris) - mai 1990
- The Rolling Stones - Olympia (Paris) - 3 juillet 1995